# پالگاما ایهالاگامدا
پالگاما ایهالاگامدا (به لاتین: Pallegama Ihalagammedda) یک منطقهٔ مسکونی در سری‌لانکا است که در استان مرکزی (سری‌لانکا) واقع شده‌است.